# Acacia auriculiformis
Acacia auriculiformis é uma espécie de leguminosa do gênero Acacia, pertencente à família Fabaceae.